# 장성 김씨
장성 김씨(長城金氏)는 전라북도 장성군을 본관으로 하는 한국의 성씨이다.
시조 김극신(金克信)은 조선에서 문과에 급제하여 판교(判校)를 지냈다.

## 참고 자료
- “장성김씨(長城金氏)”. 뿌리를 찾아서.[깨진 링크(과거 내용 찾기)]